# Brassaiopsis ciliata
Brassaiopsis ciliata är en araliaväxtart som beskrevs av Dunn. Brassaiopsis ciliata ingår i släktet Brassaiopsis och familjen Araliaceae. Inga underarter finns listade.